# Complesso fortificato di Civezzano
Il complesso fortificato di Civezzano è un sistema di fortificazioni austro-ungariche, in località Civezzano, in Alta Valsugana, in provincia di Trento. È parte della fortezza di Trento (Festung Trient) oltre che appartenente al grande sistema di fortificazioni austriache al confine italiano.

## Storia

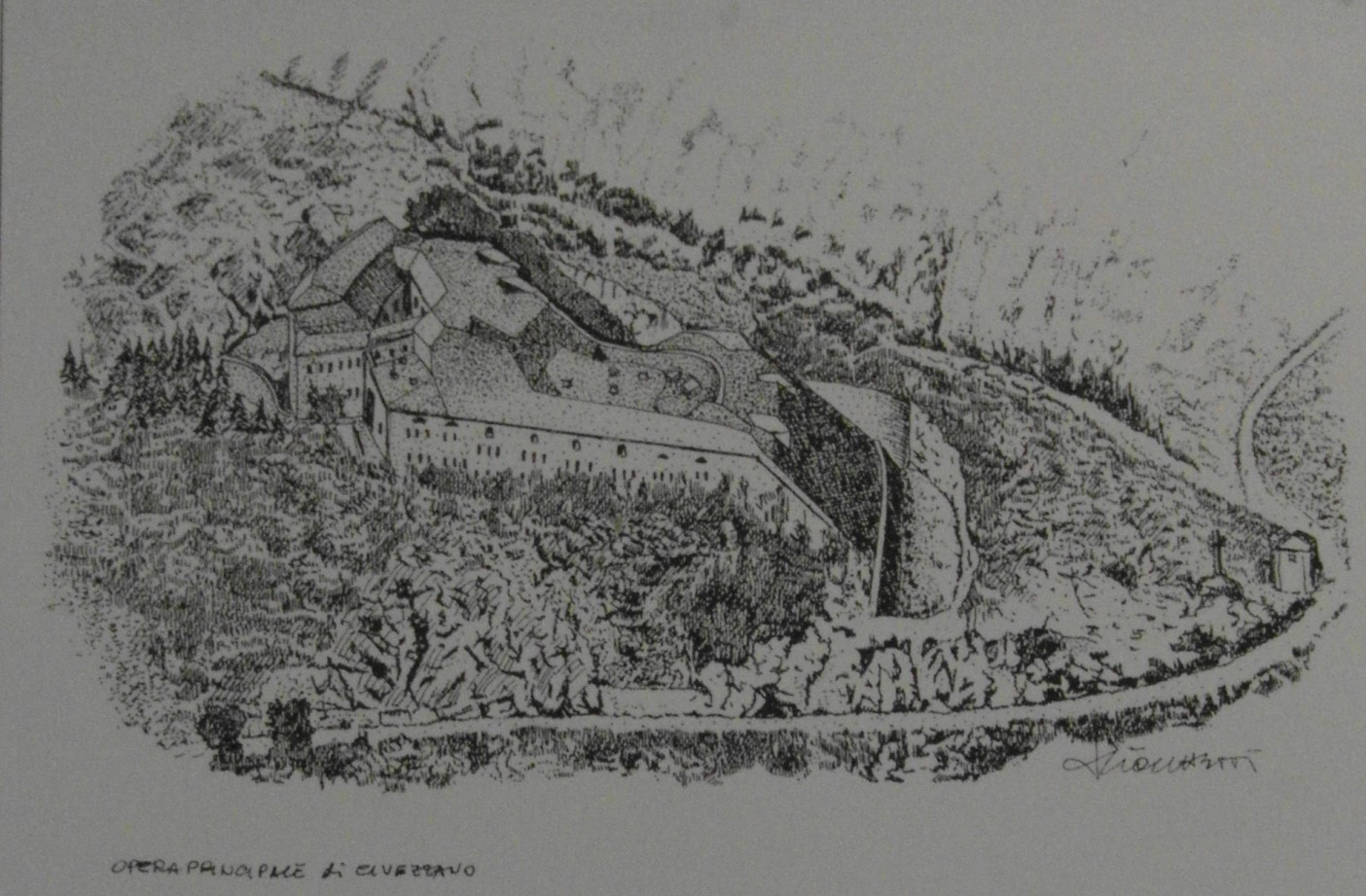
Ricostruzione artistica del forte

La Valsugana è già stata usata dal generale Medici, nelle operazioni militari del 1866, come porta di accesso alla città di Trento. Essendo questa via una buona entrata per degli ipotetici invasori, la stretta gola del torrente Fersina in Valsugana fu fatta fortificare dal generale Kuhn.
L'area compresa tra il monte Celva, il monte Calisio e il Soprasasso costituiva il IV distretto di Trento. 
Lo sbarramento previsto era articolato in tre opere permanenti volte ad impedire l'accesso alla città di Trento attraverso le uniche due vie possibili:
- un forte (Hauptwerk);
- due tagliate stradali poste a sbarrare il controllo delle due strade dirette a Trento:
  - quella superiore (Obere Strassensperre);
  - quella inferiore (Untere Strassensperre).

I lavori di costruzione furono affidati all'impresa trentina di Francesco Ranzi, e durarono dal 1868 e il 1876.
Nell'ambito della fortezza di Trento il sistema fortificato di Civezzano offre motivo particolare interesse per lo studio di architettura militare, per la ragione che il progettista, Daniel von Salis da Soglio, lo utilizzò come laboratorio di ricerca di nuove soluzioni per le fortezze di montagna. Tanto nell'opera principale che nella tagliata stradale superiore, Salis stabilì di proteggere il fronte delle cannoniere tramite masse di terra nelle quali si aprivano le feritoie (sistema Haxo).
Tale gioiello di architettura dove si erano sperimentate moderne soluzioni militari non entrò mai in guerra. Vari recuperanti riutilizzarono i materiali ancora presenti per la ricostruzione delle proprie abitazioni mentre le diverse gallerie e trincee vennero riutilizzate durante la seconda guerra mondiale.

## Struttura dello sbarramento

### Il forte
A causa della scarsa superficie disponibile, l'opera principale venne sviluppata in senso verticale, con un duplice ordine dei cannoniere su due livelli diversi: una soluzione questa che il progettista aveva già visto applicare a Peschiera del Garda, nel cantiere del forte Monte Croce. In questo modo era possibile assicurare al forte una notevole potenza di fuoco.
Esso era posto sull'appendice del Dos di Castel Vedro, una postazione strategica per osservare e controllare la fine della valle. Questo era inizialmente un antico castelliere romano, divenuto nel Medioevo un vero e proprio castello. Venne distrutto nel 1254 dalla spedizione di Ezzelino III da Romano.
Era armato con cinque grossi cannoni da 15 cm modello 61 e, per la difesa ravvicinata contro l'assalto di truppe di fanteria, 2 cannoni da 9 cm modello 75/96 posti a fianco dell'ingresso rivolti verso est. Erano inoltre compresi profondi fossati sia nella parte anteriore che sul lato sinistro, il tutto ben circondato da filo spinato.
La guarnigione in tempo di guerra era calcolata in 3 ufficiali e 146 uomini.
Purtroppo esso fu totalmente distrutto già nel 1915 e al suo posto venne collocata una batteria in caverna ancora presente sulla cima del Dos di Castel Vedro. Altre artiglierie vennero invece ricollocate in località Le Finestre, Dos Castion e Campell.

### Tagliata stradale superiore
La tagliata stradale superiore è un'opera in muratura a un solo piano posta sull'odierna strada che collega Civezzano a Cognola. Fu costruita tra il 1869 e il 1872 in pietra calcarea squadrata e rimodernata nel 1914. In seguito divenne polveriera fino ad essere dismessa dal Demanio Militare. Infine ha ospitato una cantina mentre oggi è l'unica parte visitabile, infatti la tagliata è stata restaurata nel 2016.
L'opera consisteva di una batteria di casematte attorniate da fossati asciutti e da un tratto difensivo con un grosso portone per tenere sotto sorveglianza il traffico lungo la strada. Mediante le feritoie poste lungo le mura esterne si riusciva a controllare anche l'ingresso al forte principale.
Per la tagliata stradale superiore l'armamento era ben più modesto, infatti consisteva in soli due cannoni da 12 cm modello 61 entrambe rivolte verso Pergine, fungevano anche da finestrature. In totale, vi erano 30 feritoie. 
Questa fortificazione poteva ospitare in tempi di guerra 48 soldati.
Quest'opera subì durante il conflitto una chiusura del cortile interno e alla copertura del tetto in calcestruzzo, e sempre ben collegate mediante trincea coperta alla tagliata sottostante. I suoi cannoni furono trasferiti sul Dos Castion.

### Tagliata stradale inferiore

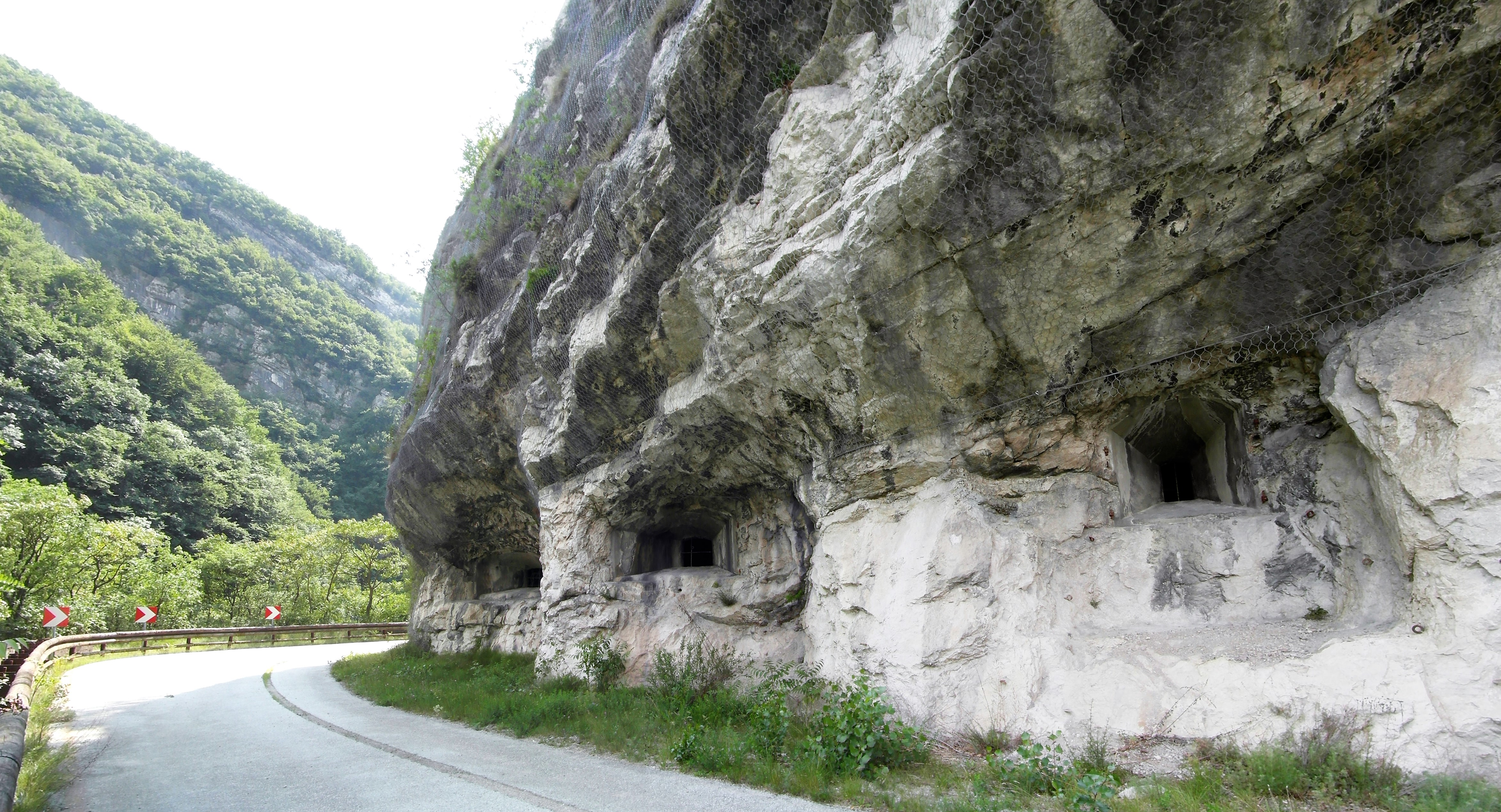
La tagliata stradale inferiore armata con 3 cannoni da 8 cm M95 K.K.

Questa tagliata stradale fu costruita nella parte più stretta della serra di Cantanghel sul torrente Fersina su una posizione quasi invisibile e protetta da solide rocce; questa sbarrava la cosiddetta "strada dei Crozi". 
Su questa fortificazione vennero adottate le soluzioni più innovative, furono infatti realizzate due casematte per artiglierie scavate interamente nella roccia. Una novità per l'impero austro-ungarico. Una terza cannoniera fu aggiunta nel 1896 con lo scopo di sorvegliare la ferrovia della Valsugana, allora da poco compiuta.
In seguito all'apertura della linea ferroviaria, nel 1897 si aggiunse allo sbarramento un fortino per fucilieri alla sbocco del tunnel "Serra". Questo fortino era collegato tramite un passaggio nascosto alla tagliata.
L'armamento comprendeva 3 cannoni da 8 cm modello 95 e una guarnigione in tempi di guerra composta da 1 ufficiale e 60 soldati.
Questa tagliata fu l'unica a non essere disarmata infatti già nel 1898 era armata con una batteria composta da tre cannoniere posta in caverna e che puntavano verso Civezzano.

## Armamento
L'armamento previsto per l'intero complesso fortificato era:
- per il forte principale:
  - 2 cannoni da 9 cm M75/96 F.K.
  - 5 cannoni da 12 cm M61 K.
  - 3 cannoni da 15 cm M61 K.
- per la tagliata stradale superiore:
  - 2 cannoni da 12 cm M61 K.
- per la tagliata stradale inferiore:
  - 3 cannoni da 8 cm M95 K.K.